# 高木勝也
高木 勝也（たかぎ かつや、1986年11月28日 - ）は、日本の俳優。神奈川県出身。太田プロダクション所属。

## 略歴
小学生時代の子役モデルの経験から人前で表現する喜びに目覚め、俳優デビュー。苗字が平凡で、かつ下の名前で呼んでもらいたいという理由で「勝也」の芸名で活動。
2016年、ウェブドラマ『仮面ライダーアマゾンズ』で初めてレギュラー出演する。2018年10月、事務所移籍をきっかけに本名である「高木勝也」に改名。

## 出演

### テレビドラマ
- 風林火山（2007年、NHK総合） - 今川家伝令 役
- 交渉人〜THE NEGOTIATOR〜 第1話（テレビ朝日）
- 腐女子デカ 第1話（2008年1月19日、テレビ朝日） - 石田 役
- 252 生存者あり episode.ZERO（2008年12月5日、日本テレビ）
- ごくせん 卒業スペシャル（2009年3月28日、日本テレビ）
- 怨み屋本舗 REBOOT（2009年、テレビ東京）
- ANOTHER GANTZ（2011年4月22日、日本テレビ）
- でたらめヒーロー 第3話（2013年4月18日、日本テレビ）
- リバースエッジ 大川端探偵社 第8話（2014年6月7日、テレビ東京） - ヤンキーA 役
- 水曜ミステリー9「ソタイ 組織犯罪対策課」（2014年11月12日、テレビ東京・BSジャパン） - 中田良一 役
- 月曜プレミア8 横山秀夫サスペンス「沈黙のアリバイ」（2020年10月26日、テレビ東京） - 鶴見 役
- ウルトラマントリガー NEW GENERATION TIGA（2021年7月10日 - 2022年1月22日、テレビ東京） - タツミ・セイヤ 役[2]
- クロステイル 〜探偵教室〜（2022年4月9日 - 5月28日、東海テレビ・フジテレビ） - 沢木 役
- ウルトラマンデッカー 第7話（2022年8月27日、テレビ東京） - タツミ・セイヤ 役
- VIVANT 第5 - 7話（2023年8月13日 - 27日、TBS） - アルバン 役
- 相棒 season22 第5話（2023年11月15日、テレビ朝日） - 黒沢秀一 役
- 仮面ライダーガッチャード 第32 - 35話（2024年4月21日 - 5月12日、 テレビ朝日） - サイゲツ / 仮面ライダーダークキバ（ハンドレッド）/ 仮面ライダーアークゼロ / アークワン / アークワンマルガム 役[4]
- Believe-君にかける橋- 第2話（2024年5月2日、テレビ朝日） - 桜庭 役
- アンチヒーロー 第5話（2024年5月12日、TBS） - 横山直哉 役[5][6]
- 大河ドラマ べらぼう〜蔦重栄華乃夢噺〜 第5回（2025年2月2日、NHK） - 向こう傷の男 役[7]
- SHOGUN’S NINJA-将軍乃忍者-（2025年3月21日、関西テレビ） - 柳生左門[8]
- 特集ドラマ「天城越え」（2025年3月23日：BS8K、5月10日：BSプレミアム4K、6月14日：NHK BS） - 刃物問屋 役[9]

### ウェブドラマ
- 仮面ライダーアマゾンズ（Amazon Prime Video） - 三崎一也 役
  - シーズン1（2016年4月1日 - 6月24日）
  - シーズン2（2017年4月7日 - 6月30日）[10]
- 私は誰ですか？〜太郎に何が起こったか？〜 第1 - 9話（2020年5月23日 - 7月30日、YouTube） - 久保田遙人 役
- 機界戦隊ゼンカイジャー スピンオフ ゼンカイレッド大紹介！ 最終カイ！（2021年3月28日、TELASA） - 人ジュラン 役[注 1][11]
- グッドモーニング、眠れる獅子（2022年4月23日、ひかりTV） - 松本康雄 役
- グッドモーニング、眠れる獅子2（2023年4月12日、Lemino・ひかりTV） - 松本康雄 役

### 映画
- ふうけもん - 新郎 役
- カイジ 人生逆転ゲーム（2009年10月10日） - ギャンブラー 役
- WELLDONE 極道兄弟（2013年3月30日） - 大文字豊 役
- 仮面ライダーアマゾンズシリーズ - 三崎一也 役
  - 劇場版 仮面ライダーアマゾンズ Season1 覚醒（2018年5月5日）[12]
  - 劇場版 仮面ライダーアマゾンズ Season2 輪廻（2018年5月12日）[12]
  - 仮面ライダーアマゾンズ THE MOVIE 最後ノ審判（2018年5月19日）[13]
- 教科書にないッ！6（2019年7月28日） - 大山 役[14]
- ミッドナイトスワン（2020年9月25日）
- ウルトラマントリガー エピソードZ（2022年3月18日、松竹メディア事業部） - タツミ・セイヤ 役
- 生きない（2023年11月4日） - 主演・綾瀬キンジロウ 役[15][16]
- シンペイ〜歌こそすべて（2025年1月10日）

### 舞台
- 『家庭教師ヒットマンREBORN!』the STAGE - ルッスーリア 役
  - -vs VARIA part I-（2019年6月14日 - 23日、シアター1010 / 6月27日 - 30日、柏原市民文化会館 リビエールホール）
  - -vs VARIA part II-（2020年1月6日 - 13日、天王洲 銀河劇場 / 1月17日 - 19日、梅田芸術劇場 シアター・ドラマシティ）
  - -隠し弾（SECRET BULLET）-（2020年11月7日 - 15日、天王洲 銀河劇場 / 11月19日 - 22日、京都劇場）
  - -episode of FUTURE- 後編（2021年7月28日 - 8月1日、天王洲 銀河劇場）※映像出演
- NINJA ZONE ～FATE OF THE KUNOICHI WARRIOR～（2019年9月4日 - 8日、六行会ホール）[17]
- ライブ・スペクタクル『NARUTO-ナルト-』～忍界大戦、開戦～（2022年9月17日 - 25日・10月15日 - 22日、天王洲 銀河劇場 / 10月1日 - 10日、神戸文化ホール 中ホール） - マイト・ガイ 役[18][19]
- アグレッシブ ダンス ステージ『DEAR BOYS』（2023年6月1日 - 18日、Mixalive TOKYO Theater Mixa） - 氷室義男 役[20]

### MV
- 小林太郎「Jaguar」（2018年）